# 圣皮埃尔 (毛里求斯)
圣皮埃尔（法語：Saint-Pierre）是毛里求斯岛莫卡區的一个村庄。2011年人口数量为15,982人。
该村庄位于毛里求斯岛的中央，气候偏凉，夏天的凉风适合在这里避暑。